# 山梨県道705号高畑谷村停車場線
山梨県道705号高畑谷村停車場線（やまなしけんどう705ごう たかばたけやむらていしゃじょうせん）は、山梨県都留市を起点・終点とする一般県道である。

## 概要

### 路線データ
- 起点：山梨県都留市大幡高畑
- 終点：山梨県都留市上谷（富士急行線大月線谷村町駅前）

## 通過する自治体
- 山梨県都留市

## 交差・接続する道路
- 山梨県道712号大幡初狩線
- 山梨県道40号都留インター線 ※全線重複
- 国道139号 ※一部重複

## 周辺
- 都留市立宝保育所
- 都留市立宝小学校
- 宝郵便局
- 都留市立病院
- 都留市駅
- 甲府地方検察庁 都留支部
- 甲府地方裁判所 都留支部
- 都留市立谷村第一小学校
- 都留市役所 本庁舎
- 谷村町駅